# Ricetta per un disastro
Ricetta per un disastro è un film televisivo del 2003 diretto da Harvey Frost.

## Trama
Costretti ad assentarsi dal lavoro, i coniugi Patrick e Marie Korda sono costretti a lasciare nelle mani dei figli Rebecca, Sam e Max la gestione del loro ristorante nella notte della prima.